# Molde Fotballklubb 1998
Questa voce raccoglie le informazioni riguardanti il Molde Fotballklubb nelle competizioni ufficiali della stagione 1998.

## Rosa
| N. |                     | Ruolo | Calciatore                |
| -- | ------------------- | ----- | ------------------------- |
| 1  | Norvegia (bandiera) | P     | Morten Bakke              |
| 2  | Svezia (bandiera)   | D     | Dennis Schiller           |
| 3  | Norvegia (bandiera) | D     | Petter Christian Singsaas |
| 4  | Norvegia (bandiera) | D     | Pål Lydersen              |
| 5  | Norvegia (bandiera) | D     | Knut Anders Fostervold    |
| 6  | Norvegia (bandiera) | C     | Daniel Berg Hestad        |
| 7  | Islanda (bandiera)  | C     | Bjarki Gunnlaugsson       |
| 8  | Norvegia (bandiera) | C     | Karl Oskar Fjørtoft       |
| 9  | Norvegia (bandiera) | C     | Odd Inge Olsen            |
| 10 | Norvegia (bandiera) | A     | Andreas Lund              |
| 11 | Norvegia (bandiera) | D     | Trond Andersen            |

| N. |                     | Ruolo | Calciatore        |
| -- | ------------------- | ----- | ----------------- |
| 12 | Norvegia (bandiera) | P     | Are Lervik        |
| 13 | Norvegia (bandiera) | A     | Geir Televik      |
| 14 | Norvegia (bandiera) | C     | Sindre Rekdal     |
| 15 | Norvegia (bandiera) | D     | Freddy dos Santos |
| 17 | Norvegia (bandiera) | D     | Trond Strande     |
| 18 | Norvegia (bandiera) | C     | Ståle Rønningen   |
| 19 | Norvegia (bandiera) | C     | Anders Hasselgård |
| 20 | Norvegia (bandiera) | A     | Ole Bjørn Sundgot |
| 21 | Norvegia (bandiera) | C     | Stian Ohr         |
| 22 | Norvegia (bandiera) | A     | Jo Tessem         |
| 23 | Norvegia (bandiera) | C     | Thomas Mork       |

## Risultati

### Eliteserien

#### Girone di andata
| Haugesund 13 aprile 1998, ore 18:00 1ª giornata | Haugesund | 2 – 3 referto | Molde | Haugesund Stadion |

| Molde 18 aprile 1998, ore 16:00 2ª giornata | Molde | 4 – 0 referto | Lillestrøm | Molde Stadion |

| Bergen 26 aprile 1998, ore 18:00 3ª giornata | Brann | 2 – 2 referto | Molde | Brann Stadion |

| Molde 30 aprile 1998, ore 19:00 4ª giornata | Molde | 1 – 1 referto | Stabæk | Molde Stadion |

| Bodø 3 maggio 1998, ore 18:00 5ª giornata | Bodø/Glimt | 0 – 2 referto | Molde | Aspmyra Stadion |

| Molde 7 maggio 1998, ore 19:00 6ª giornata | Molde | 6 – 0 referto | Moss | Molde Stadion |

| Kongsvinger 10 maggio 1998, ore 18:00 7ª giornata | Kongsvinger | 0 – 3 referto | Molde | Gjemselund Stadion |

| Molde 16 maggio 1998, ore 19:00 8ª giornata | Molde | 4 – 0 referto | Sogndal | Molde Stadion |

| Molde 7 giugno 1998, ore 19:00 9ª giornata | Molde | 4 – 1 referto | Vålerenga | Molde Stadion |

| Trondheim 1º luglio 1998, ore 19:00 10ª giornata | Rosenborg | 1 – 2 referto | Molde | Lerkendal Stadion |

| Molde 5 luglio 1998, ore 18:00 11ª giornata | Molde | 2 – 2 referto | Tromsø | Molde Stadion |

| Drammen 9 luglio 1998, ore 19:00 12ª giornata | Strømsgodset | 1 – 2 referto | Molde | Marienlyst Stadion |

| Molde 5 luglio 1998, ore 20:15 13ª giornata | Molde | 4 – 4 referto | Viking | Molde Stadion |

#### Girone di ritorno
| Molde 19 luglio 1998, ore 18:00 14ª giornata | Molde | 4 – 1 referto | Haugesund | Molde Stadion |

| Lillestrøm 26 luglio 1998, ore 18:00 15ª giornata | Lillestrøm | 1 – 1 referto | Molde | Åråsen Stadion |

| Molde 1º agosto 1998, ore 16:00 16ª giornata | Molde | 2 – 2 referto | Brann | Molde Stadion |

| Stabekk 8 agosto 1998, ore 16:00 17ª giornata | Stabæk | 1 – 1 referto | Molde | Nadderud Stadion |

| Molde 16 agosto 1998, ore 18:00 18ª giornata | Molde | 1 – 0 referto | Bodø/Glimt | Molde Stadion |

| Moss 22 agosto 1998, ore 16:00 19ª giornata | Moss | 0 – 2 referto | Molde | Melløs Stadion |

| Molde 30 agosto 1998, ore 18:00 20ª giornata | Molde | 4 – 1 referto | Kongsvinger | Molde Stadion |

| Sogndal 13 settembre 1998, ore 13:00 21ª giornata | Sogndal | 1 – 4 referto | Molde | Fosshaugane Campus |

| Oslo 20 settembre 1998, ore 15:00 22ª giornata | Vålerenga | 3 – 1 referto | Molde | Bislett Stadion |

| Molde 26 settembre 1998, ore 19:00 23ª giornata | Molde | 0 – 2 referto | Rosenborg | Molde Stadion |

| Oslo 4 ottobre 1998, ore 13:00 24ª giornata | Tromsø | 2 – 6 referto | Molde | Valhall Gress |

| Molde 18 ottobre 1998, ore 13:00 25ª giornata | Molde | 1 – 3 referto | Strømsgodset | Molde Stadion |

| Stavanger 25 ottobre 1998, ore 13:00 26ª giornata | Viking | 3 – 1 referto | Molde | Stavanger Stadion |

### Norgesmesterskapet
| 3 giugno 1998 Terzo turno | Fana | 2 – 4 referto | Molde |  |

| 16 luglio 1998 Quarto turno | Molde | 2 – 1 referto | Viking |  |

| 8 settembre 1998 Quarti di finale | Brann | 4 – 0 referto | Molde |  |

### Coppa UEFA
| 11 agosto 1998 Turno di qualificazione Andata | Molde | 0 – 0 referto | CSKA Sofia |  |

| 25 agosto 1998 Turno di qualificazione Ritorno | CSKA Sofia | 2 – 0 referto | Molde |  |